# Walter Catlett
Walter Catlett, född 4 februari 1889 i San Francisco, Kalifornien, död 14 november 1960 i Woodland Hills, Los Angeles, Kalifornien, var en amerikansk skådespelare. Catlett debuterade på Broadway på 1910-talet, och filmdebuterade under stumfilmseran. Han spelade mestadels komiska roller och medverkade i över 150 filmer.
Catlett har en stjärna på Hollywood Walk of Fame för sina insatser inom film vid 1700 Vine Street.

## Filmografi
- 1931 – Det stora reportaget
- 1931 – Platinum Blonde
- 1936 – En gentleman kommer till stan
- 1938 – Ingen fara på taket
- 1940 – Pinocchio
- 1941 – En kvinna bland män
- 1941 – Klackarna i taket
- 1941 – Det började med Eva
- 1942 – Vackra Sally
- 1942 – Yankee Doodle Dandy
- 1943 – Hon som kom köksvägen
- 1949 – Tomtar på loftet
- 1956 – Folket i den lyckliga dalen
- 1957 – Vackra Jimmy